# Polysyncraton rica
Polysyncraton rica är en sjöpungsart som beskrevs av Kott 200. Polysyncraton rica ingår i släktet Polysyncraton och familjen Didemnidae. Inga underarter finns listade i Catalogue of Life.